# Araeopus crassicornis
Araeopus crassicornis är en insektsart som först beskrevs av Georg Wolfgang Franz Panzer 1796.  Araeopus crassicornis ingår i släktet Araeopus och familjen sporrstritar. Inga underarter finns listade i Catalogue of Life.